# Збільшувач (теорія графів)
Збільшувач або експандер (від англ. expander graph — збільшувальний граф) — сильнозв'язний розріджений граф, при цьому зв'язність може визначатися за вершинами, дугами або спектром (див. нижче).

## Історія
Вивчення збільшувачів започаткували московські математики М. С. Пінскер , Л. О. Басалиго та Г. О. Маргуліс у 1970-ті роки. Відтоді ці графи знайшли багато несподіваних застосувань, наприклад, у теорії складності обчислень і теорії кодування. Вони також пов'язані з далекими від класичної теорії графів розділами сучасної математики, наприклад, з теорією груп і теорією чисел, і нині є предметом активних досліджень математиків. Бібліографія на цю тему налічує сотні публікацій.

## Визначення
Збільшувач (експандер) — це скінченний ненапрямлений мультиграф, у якому будь-яка не «надто велика» підмножина вершин має сильну зв'язність. Різні формалізації цих понять дають різні типи збільшувачів: реберний збільшувач, вершинний збільшувач і спектральний збільшувач.
Незв'язний граф не є збільшувачем. Будь-який зв'язний граф є збільшувачем, однак різні зв'язні графи мають різні параметри збільшувача. Повний граф має найкращі параметри збільшувача, але він має найбільший можливий степінь. Неформально кажучи, граф є хорошим збільшувачем, якщо він має низький степінь та високий параметр збільшувача.

### Реберне збільшення
Реберне збільшення (також ізопериметричне число або стала Чіґера) {\displaystyle h(G)} графа {\displaystyle G} для {\displaystyle n} вершин визначається як
{\displaystyle h(G)=\min _{0<|S|\leq {\frac {n}{2}}}{\frac {|\partial (S)|}{|S|}},}
де мінімум береться за всіма непорожніми множинами {\displaystyle S} не більше ніж {\displaystyle n/2} вершин і {\displaystyle \partial (S)} — межові дуги множини {\displaystyle S}, тобто множина дуг з єдиною вершиною в {\displaystyle S}.

### Вершинне збільшення
Вершинне ізопериметричне число {\displaystyle h_{\text{out}}(G)} (також вершинне збільшення) графа {\displaystyle G} визначається як
{\displaystyle h_{\text{out}}(G)=\min _{0<|S|\leq {\frac {n}{2}}}{\frac {|\partial _{\text{out}}(S)|}{|S|}},}
де {\displaystyle \partial _{\text{out}}(S)} — зовнішня межа {\displaystyle S}, тобто множина вершин {\displaystyle V(G)\setminus S}, що мають принаймні одного сусіда в {\displaystyle S}. У варіанті цього визначення (який називають унікальним сусіднім збільшенням) {\displaystyle \partial _{\text{out}}(S)} замінюють множиною вершин з {\displaystyle V} з рівно одним сусідом із {\displaystyle S}.
Вершинне ізопериметричне число {\displaystyle h_{\text{in}}(G)} графа {\displaystyle G} визначається як
{\displaystyle h_{\text{in}}(G)=\min _{0<|S|\leq {\frac {n}{2}}}{\frac {|\partial _{\text{in}}(S)|}{|S|}},}
де {\displaystyle \partial _{\text{in}}(S)} — внутрішня межа {\displaystyle S}, тобто множина вершин {\displaystyle S}, що мають принаймні одного сусіда у {\displaystyle V(G)\setminus S}.

### Спектральне збільшення
Якщо {\displaystyle G} є d-регулярним, можливе визначення в термінах лінійної алгебри на основі власних значень матриці суміжності {\displaystyle A=A(G)} графа {\displaystyle G}, де {\displaystyle A_{ij}} — число дуг між вершинами {\displaystyle i} та {\displaystyle j}. Оскільки {\displaystyle A} симетрична, відповідно до спектральної теореми, {\displaystyle A} має {\displaystyle n} дійсних власних значень {\displaystyle \lambda _{1}\geq \lambda _{2}\geq \cdots \geq \lambda _{n}}. Відомо, що ці значення лежать у проміжку {\displaystyle [-d,d]}{\displaystyle [-d,d]}.
Граф регулярний тоді й лише тоді, коли вектор {\displaystyle u\in \mathbb {R} ^{n}} з {\displaystyle u_{i}=1} для всіх {\displaystyle i=1,\ldots ,n} є власним вектором матриці {\displaystyle A}, а його власне число буде сталим степенем графа. Отже, маємо {\displaystyle Au=du}, і {\displaystyle u} — власний вектор матриці {\displaystyle A} зі власними значеннями {\displaystyle \lambda _{1}=d}, де {\displaystyle d} — степінь вершин графа {\displaystyle G}. Спектральний зазор графа {\displaystyle G} визначається як {\displaystyle d-\lambda _{2}} і є мірою спектрального збільшення графа {\displaystyle G}.
Відомо, що {\displaystyle \lambda _{n}=-d} тоді й лише тоді, коли {\displaystyle G} — двочастковий. У багатьох випадках, наприклад, в лемі про перемішування необхідно обмежити знизу не тільки зазор між {\displaystyle \lambda _{1}} і {\displaystyle \lambda _{2}}, але й зазор між {\displaystyle \lambda _{1}} і другим із найбільших за модулем власних значень:
{\displaystyle \lambda =\max\{|\lambda _{2}|,|\lambda _{n}|\}} .
Оскільки це власне значення відповідає деякому власному вектору, ортогональному {\displaystyle u}, його можна визначити, використовуючи відношення Релея:
{\displaystyle \lambda =\max _{0\neq v\perp u}{\frac {\|Av\|_{2}}{\|v\|_{2}}},}
де
{\displaystyle \|v\|_{2}=\left(\sum _{i=1}^{n}v_{i}^{2}\right)^{1/2}}
— евклідова норма вектора {\displaystyle v\in \mathbb {R} ^{n}}.
Нормалізована версія цього визначення також широко використовується і зручніша для отримання певних результатів. У такому разі розглядається матриця {\displaystyle {\tfrac {1}{d}}A}, що є матрицею переходів графа {\displaystyle G}. Усі її власні значення лежать між −1 та 1. Якщо граф не регулярний, спектр графа можна визначити аналогічно, використовуючи власні значення матриці Кірхгофа. Для напрямленого графа використовують сингулярні значення матриці суміжності {\displaystyle A}, які дорівнюють квадратним кореням із власних значень симетричної матриці {\displaystyle A^{T}A}.

## Взаємозв'язок різних видів збільшення
Згадані вище види збільшення взаємопов'язані. Зокрема, для будь-якого {\displaystyle d}-регулярного графа {\displaystyle G},
{\displaystyle h_{\text{out}}(G)\leq h(G)\leq d\cdot h_{\text{out}}(G).}
Отже, для графів сталого степеня, вершинне та реберне збільшення рівні за величиною.

### Нерівності Чіґера
У випадку, коли {\displaystyle G} є {\displaystyle d}-регулярним графом, є співвідношення між {\displaystyle h(G)} і спектральним зазором {\displaystyle d-\lambda _{2}} графа {\displaystyle G}. Нерівність, яку отримали Таннер (Tanner) і, незалежно, Алон (Noga Alon) та Мільман (Vitali Milman), стверджує, що
{\displaystyle {\tfrac {1}{2}}(d-\lambda _{2})\leq h(G)\leq {\sqrt {2d(d-\lambda _{2})}}.}
Ця нерівність тісно пов'язана з межею Чіґера для ланцюгів Маркова і може розглядатися як дискретна версія нерівності Чіґера в геометрії Рімана.
Вивчається також схожий зв'язок між вершинними ізопериметричними числами та спектральним зазором . Зауважимо, що {\displaystyle \lambda _{2}} в статті відповідає {\displaystyle 2(d-\lambda _{2})} тут
{\displaystyle h_{\text{out}}(G)\leq \left({\sqrt {4(d-\lambda _{2})}}+1\right)^{2}-1}
{\displaystyle h_{\text{in}}(G)\leq {\sqrt {8(d-\lambda _{2})}}.}
Асимптотично числа {\displaystyle {\frac {h^{2}}{d}}}, {\displaystyle h_{\text{out}}} і {\displaystyle h_{\text{in}}^{2}} обмежені зверху спектральним зазором {\displaystyle O(d-\lambda _{2})}.

## Побудови
Існують три основні стратегії створення сімейств графів-збільшувачів. Перша стратегія — алгебрична і теоретико-групова, друга — аналітична, з використанням адитивної комбінаторики, і третя — комбінаторна, що використовує зигзаг-добуток і пов'язані комбінаторні добутки.

### Маргуліс— Габбер— Галіл
Алгебричне конструювання, засноване на графах Келі, відоме для різних варіантів збільшувачів. Розглянемо конструювання, яке запропонував Маргуліс і проаналізували Габером (Gabber) та Галілом (Galil). Для будь-якого натурального {\displaystyle n} будуємо граф, {\displaystyle G_{n}} зі множиною вершин {\displaystyle \mathbb {Z} _{n}\times \mathbb {Z} _{n}}, де {\displaystyle \mathbb {Z} _{n}=\mathbb {Z} /n\mathbb {Z} } . Для будь-якої вершини {\displaystyle (x,y)\in \mathbb {Z} _{n}\times \mathbb {Z} _{n}}, її вісім сусідів будуть
{\displaystyle (x\pm 2y,y),(x\pm (2y+1),y),(x,y\pm 2x),(x,y\pm (2x+1)).}

Виконується така теорема:
Теорема. Для всіх {\displaystyle n} друге за величиною власне значення графа {\displaystyle G_{n}} задовольняє нерівності {\displaystyle \lambda (G)\leq 5{\sqrt {2}}} .

### Граф Рамануджана
За теоремою Алона і Боппана (Boppana) для всіх досить великих {\displaystyle d}-регулярних графів виконується нерівність {\displaystyle \lambda \geq 2{\sqrt {d-1}}-o(1)}, де {\displaystyle \lambda } — друге за абсолютною величиною власне число. Для графів Рамануджана {\displaystyle \lambda \leq 2{\sqrt {d-1}}}. Таким чином, графи Рамануджана мають асимптотично найменше можливе значення і є чудовими спектральними збільшувачами.
Олександр Любоцький, Філіпс та Сарнак (1988), Маргуліс (1988) та Моргенштерн (1994) показали як можна явно сконструювати граф Рамануджана. За теоремою Фрідмана (Friedman, 2003) випадковий {\displaystyle d}-регулярний граф з {\displaystyle n} вершинами є майже графом Рамануджана, оскільки виконується
{\displaystyle \lambda \leq 2{\sqrt {d-1}}+\epsilon }
з імовірністю {\displaystyle 1-o(1)} при {\displaystyle n\rightarrow \infty }.

## Застосування та корисні властивості
Спочатку інтерес до збільшувачів виник з метою побудови стійкої мережі (телефонів або комп'ютерів) — число дуг графів-збільшувачів з обмеженим значенням регулярності зростає лінійно відносно числа вершин.
Експандери знайшли широке застосування в теорії обчислювальних машин і систем, для побудови алгоритмів, в коригувальних кодах, екстракторах, генераторах псевдовипадкових чисел, сортувальних мережах та комп'ютерних мережах . Їх також використовують для доведення багатьох важливих результатів теорії обчислювальної складності, таких як SL  = L і теорема PCP. У криптографії збільшувачі використовуються для створення хеш-функцій.
Нижче наведено деякі властивості експандерів, які вважають корисними в багатьох галузях.

### Лемма про перемішування
Лемма про перемішування стверджує, що для будь-яких двох підмножин вершин {\displaystyle S,T\subseteq V} число ребер між {\displaystyle S} і {\displaystyle T} приблизно дорівнює числу ребер у випадковому {\displaystyle d}-регулярному графі. Наближення тим краще, чим менше {\displaystyle \lambda =\max\{|\lambda _{2}|,|\lambda _{n}|\}}. У випадковому {\displaystyle d}-регулярному графі, як і у випадковому графі Ердеша — Реньї з імовірністю {\displaystyle {\tfrac {d}{n}}} вибору ребра, очікується {\displaystyle {\tfrac {d}{n}}\cdot |S|\cdot |T|} ребер між {\displaystyle S} і {\displaystyle T}.
Формальніше, нехай {\displaystyle E(S,T)} позначає число ребер між {\displaystyle S} і {\displaystyle T}. Якщо ці дві множини перетинаються, дуги в перетині враховуються двічі, так що
{\displaystyle E(S,T)=2|E(G[S\cap T])|+E(S\setminus T,T)+E(S,T\setminus S)} .
Лемма про перемішування стверджує, що
{\displaystyle \left|E(S,T)-{\frac {d\cdot |S|\cdot |T|}{n}}\right|\leq d\lambda {\sqrt {|S|\cdot |T|}},}
де {\displaystyle \lambda } — абсолютне значення нормалізованого другого за величиною власного значення.
Нещодавно Білу (Bilu) і Лінайл (Linial) показали, що обернене теж істинне, тобто, за умови виконання нерівності з леми, друге за величиною власне значення дорівнює {\displaystyle O(d\lambda \cdot (1+\log(1/\lambda )))}.

### Блукання збільшувачем
Відповідно до межі Чернова, якщо вибирати багато незалежних випадкових значень з інтервалу [−1, 1], з великим ступенем імовірності середнє вибраних значень буде близьким до математичного сподівання випадкової змінної. Лемма про блукання збільшувачем, згідно зі статтями Аджтарі, Комлоша і Семереді і Гілмана, стверджує, що те саме виконується і для блукань збільшувачем. Це корисно в теорії дерандомізації, оскільки блукання збільшувачем використовує значно менше випадкових бітів, ніж випадкова незалежна вибірка.